# Conde de Paço de Arcos
Conde de Paço de Arcos é um título nobiliárquico criado por D. Carlos I de Portugal, por Decreto de 13 de Outubro de 1890, em favor de Carlos Eugénio Correia da Silva, antes 1.º Visconde de Paço de Arcos.
Titulares
1. Carlos Eugénio Correia da Silva, 1.º Visconde e 1.º Conde de Paço de Arcos.

Após a Implantação da República Portuguesa, e com o fim do sistema nobiliárquico, usaram o título: 
1. Henrique Belford Correia da Silva, 2.º Conde de Paço de Arcos;
2. Henrique José Maria Roquette Correia da Silva, 3.º Conde de Paço de Arcos.